# Антоніо Тарвер
Антоніо Деон Тарвер (англ. Antonio Deon Tarver; нар. 21 листопада 1968, Орландо, Флорида, США) — колишній американський боксер-професіонал, який виступав у напівважкій, першій важкій та важкій вагових категоріях. Чемпіон світу за версіями WBC (2003, 2004), IBF (2003, 2008), WBA (2004), IBO (2004, 2005—2006, 2007—2008) в напівважкій вазі та IBO (2011—2012) у першій важкій вазі. Під час любительської кар'єри став бронзовим призером Олімпійських ігор 1996 року, а також чемпіоном світу та Панамериканських ігор у 1995 році.

## Любительска кар'єра
- Чемпіон США у напівважкій вазі 1993 та 1995 року
- Чемпіон турніру Золоті рукавички 1994 року
- Чемпіон Панамериканських ігор 1995 року

Чемпіонат світу 1995
- 1/8 фіналу. Переміг Мілорада Гайовича (Югославія) — 6-6
- 1/4 фіналу. Переміг П'єтро Ауріно (Італія) — 7-7
- 1/2 фіналу. Переміг Василя Жирова (Казахстан) — 9-6
- Фінал. Переміг Дихосвані Вегу (Куба) — 7-3

Олімпійські ігри 1996
- 1/16 фіналу. Переміг Дмитра Виборнова (Росія) — 5-2
- 1/8 фіналу. Переміг Девіда Коваха (Сьєрра-Леоне) — RSC 1 (2:43)
- 1/4 фіналу. Переміг Енріке Флореса (Мексика) — RSC 3 (1:54)
- 1/2 фіналу. Програв Василю Жирову (Казахстан) — 9-15

## Професійна кар'єра
Початок кар'єри
Антоніо Тарвер почав свою професійну кар'єру в 1997 році у віці 28-ми років. Протягом перших трьох років він здобув 16 перемог, з яких 14 були нокаутом.
23 червня 2000 року зустрівся із непереможним американцем Еріком Гартінгом (18-0-1) у бою за статус обов'язкового претендента на титул чемпіона IBF. Гартінг впевнено перебоксував суперника, завдавши йому першої поразки у кар'єрі.
Тарвер після цього одержав дві впевнені перемоги та 25 січня 2002 року зустрівся з колишнім чемпіоном світу Реджі Джонсоном за регіональні титули чемпіона NABF та USBF. Йому вдалося одержати перемогу спірним рішенням суддів та отримати можливість взяти реванш у Еріка Гартінга. Реванш відбувся 20 липня 2002 року. На початку поєдинку Гартінг мав перевагу, але згодом почав її втрачати. У 4 раунді Тарвер вперше відправив суперника у нокдаун. У наступному раунді після ще кількох нокдаунів рефері ухвалив рішення зупинити бій на користь Тарвера.

### Чемпіон світу в напівважкій вазі
Вдалі виступи дали можливість Тарверу вперше стати претендентом на чемпіонські титули. 25 квітня 2003 року він зустрівся із колишнім чемпіоном світу Монтеллом Гріффіном за вакантні титули чемпіона за версіями WBC та IBF, які звільнив Рой Джонс. Поєдинок почався із нокдауну від Тарвера у 1 раунді, який контролював бій протягом кожного раунду, завершивши його ще одним нокдауном у 12 раунді. Тарвер став чемпіоном одноголосним рішенням суддів.
Бої проти Роя Джонса
Рой Джонс після чемпіонства у важкій вазі вирішив повернутися у напівважку вагову категорію та повернути титули чемпіона, які він був змушений звільнити. Боксери домовилися про поєдинок за титули чемпіона WBC, IBF, WBA (Super), IBO та журналу The Ring, але за тиждень до їхнього двобою Тарвер був змушений звільнити титул чемпіона IBF через неможливість провести обов'язковий захист.
Сам поєдинок відбувся 8 листопада 2003 року. Рой Джонс підійшов до нього дещо ослабленим через скидання зайвої ваги, щоб вписатися у ліміт вагової категорії. Антоніо Тарвер протягом бою виглядав краще ніж багато експертів очікувало. Він викинув більшу кількість ударів, але Джонс був влучнішим. Бій пройшов усю дистанцію а перемогу спірним рішенням суддів одержав Рой Джонс. На записках суддів був рахунок: 114—114, 117—111, 116—112. Після бою багато людей вважало, що Тарвер зробив достатньо для перемоги, а результат поєдинку визнали дуже спірним.
Рой Джонс анонсував, що цей поєдинок був останнім для нього у напівважкій вазі. В його планах була зустріч із Майком Тайсоном, але оскільки організувати цей бій не вдалося, Джонс вирішив дати реванш Тарверу. Він відбувся 15 травня 2004 року. Поєдинок почався із впевненого 1 раунду від Джонса. У 2 раунді він намагався розвинути перевагу, але після правого прямого, Тарвер впіймав його на контратаці лівим боковим, відправивши у нокаут. Джонс намагався підвестися, але рефері Джей Наді вирішив зупинити бій. Таким чином Тарвер взяв реванш та повернув собі чемпіонські титули.

## Таблиця боїв
| 31 Перемога (22 нокаутом, 9 за рішенням суддів), 6 Поразок (0 нокаутом, 6 за рішенням суддів), 1 Нічия |            |                    |        |               |                   |                                                      | |
| Результат                                                                                              | Рекорд     | Суперник           | Спосіб | Раунд, час    | Дата              | Місце проведення                                     | Примітки |
| Нічия                                                                                                  | 31–6-1 (1) | Стів Каннінгем     | SD     | 12            | 14 серпня 2015    | Пруденшл-центр, Ньюарк, Нью-Джерсі                   | |
| Перемога                                                                                               | 31–6 (1)   | Джонатан Бенкс     | TKO    | 7 (10); 2:25  | 11 грудня 2014    | Pechanga Resort & Casino, Темекула, Каліфорнія       | |
| Перемога                                                                                               | 30–6 (1)   | Майк Шеппард       | TKO    | 4 (10); 1:54  | 26 листопада 2013 | BB&T Center, Санрайз, Флорида                        | |
| NC | 29–6 (1)   | Латіф Кайоде       | SD     | 12            | 2 червня 2012     | СтабХаб Центр, Карсон, Каліфорнія                    | Результат бою скасовано через провалену Тарвером допінг пробу                                                          |
| Перемога                                                                                               | 29–6       | Денні Грін         | RTD    | 9 (12); 3:00  | 20 липня 2011     | Sydney Entertainment Centre, Сідней                  | Виграв титул чемпіона IBO у першій важкій вазі.                                                                        |
| Перемога                                                                                               | 28–6       | Нагі Олівера       | UD     | 12            | 15 жовтня 2010    | Buffalo Run Casino, Маямі                            | |
| Поразка                                                                                                | 27–6       | Чед Довсон         | UD     | 12            | 9 травня 2009     | The Joint, Парадайз, Невада                          | Бій за титули чемпіона IBF та IBO у напівважкій вазі.                                                                  |
| Поразка                                                                                                | 27–5       | Чед Довсон         | UD     | 12            | 11 жовтня 2008    | Pearl Concert Theater, Парадайз, Невада              | Втратив титули чемпіона IBF та IBO у напівважкій вазі.                                                                 |
| Перемога                                                                                               | 27–4       | Клінтон Вудс       | UD     | 12            | 12 квітня 2008    | Амалі-арена, Тампа                                   | Захистив титул чемпіона IBO у напівважкій вазі. Виграв титул чемпіона IBF у напівважкій вазі.                          |
| Перемога                                                                                               | 26–4       | Денні Сантьяго     | TKO    | 4 (12); 2:53  | 9 червня 2007     | Foxwoods Resort Casino, Ледьярд, Коннектикут         | Захистив титул чемпіона IBO у напівважкій вазі.                                                                        |
| Перемога                                                                                               | 25–4       | Елвін Мурікі       | MD     | 12            | 9 червня 2007     | Connecticut Convention Center, Гартфорд, Коннектикут | Виграв вакантний титул чемпіона IBO у напівважкій вазі.                                                                |
| Поразка                                                                                                | 24–4       | Бернард Гопкінс    | UD     | 12            | 10 червня 2006    | Boardwalk Hall, Атлантик-Сіті                        | Втратив титули чемпіона IBO та The Ring у напівважкій вазі.                                                            |
| Перемога                                                                                               | 24–3       | Рой Джонс          | UD     | 12            | 1 жовтня 2005     | Амалі-арена, Тампа                                   | Захистив титули чемпіона IBO та The Ring у напівважкій вазі.                                                           |
| Перемога                                                                                               | 23–3       | Глен Джонсон       | UD     | 12            | 18 червня 2005    | Федекс-форум, Мемфіс, Теннессі                       | Виграв титули чемпіона IBO та The Ring у напівважкій вазі.                                                             |
| Поразка                                                                                                | 22–3       | Глен Джонсон       | SD     | 12            | 18 грудня 2004    | Стейплс-центр, Лос-Анджелес                          | Втратив титули чемпіона IBO та The Ring у напівважкій вазі.                                                            |
| Перемога                                                                                               | 22–2       | Рой Джонс          | TKO    | 2 (12); 1:41  | 15 травня 2004    | Mandalay Bay Events Center, Парадайз, Невада         | Виграв титули чемпіона WBC, WBA (Super), IBO та The Ring у напівважкій вазі.                                           |
| Поразка                                                                                                | 21–2       | Рой Джонс          | MD     | 12            | 8 листопада 2003  | Mandalay Bay Events Center, Парадайз, Невада         | Втратив титул чемпіона WBC у напівважкій вазі. Бій за титули чемпіона WBA (Super), IBO та The Ring у напівважкій вазі. |
| Перемога                                                                                               | 21–1       | Монтелл Гріффін    | UD     | 12            | 25 квітня 2003    | Foxwoods Resort Casino, Ледьярд, Коннектикут         | Виграв вакантні титули чемпіона WBC та IBF у напівважкій вазі.                                                         |
| Перемога                                                                                               | 20–1       | Ерік Гартінг       | TKO    | 5 (12); 0:43  | 20 липня 2002     | Бенкерс Лайф-філдхаус, Індіанаполіс                  | |
| Перемога                                                                                               | 19–1       | Реджі Джонсон      | SD     | 12            | 25 січня 2002     | Ramada Plaza O'Hare, Аеропорт О'Хара, Роузмонт       | Виграв титули чемпіона NABF та USBF у напівважкій вазі.                                                                |
| Перемога                                                                                               | 18–1       | Кріс Джонсон       | KO     | 10 (10); 1:53 | 3 квітня 2001     | Yakama Legends Casino, Топпеніш, Вашингтон           | |
| Перемога                                                                                               | 17–1       | Лінкольн Картер    | TKO    | 5 (10); 1:22  | 24 лютого 2001    | Амалі-арена, Тампа                                   | |
| Поразка                                                                                                | 16–1       | Ерік Гартінг       | UD     | 12            | 23 червня 2000    | Harrah's Casino Tunica, Туніка, Міссісіпі            | |
| Перемога                                                                                               | 16–0       | Ернест Матін       | KO     | 1 (10); 0:56  | 29 лютого 2000    | Plaza Hotel & Casino, Парадайз, Невада               | |
| Перемога                                                                                               | 15–0       | Мохамед Бангуесіма | TKO    | 9 (10); 0:51  | 12 червня 1999    | Las Vegas Hilton, Вінчестер, Невада                  | |
| Перемога                                                                                               | 14–0       | Джеррі Вільямс     | TKO    | 5 (10)        | 12 червня 1999    | Shriners Auditorium, Вілмінгтон, Массачусетс         | |
| Перемога                                                                                               | 13–0       | Рой Франсіс        | TKO    | 3 (10)        | 27 березня 1999   | Jai-Alai Fronton, Маямі                              | |
| Перемога                                                                                               | 12–0       | Джон Вілльямс      | KO     | 4 (12); 0:42  | 5 лютого 1999     | Jai-Alai Fronton, Маямі                              | |
| Перемога                                                                                               | 11–0       | Роккі Геннон       | TKO    | 2 (10); 2:28  | 30 серпня 1998    | Mountaineer Casino, Честер, Західна Вірджинія        | |
| Перемога                                                                                               | 10–0       | Хосе Луїс Рівера   | RTD    | 4 (10); 3:00  | 23 червня 1998    | The Blue Horizon, Філадельфія                        | |
| Перемога                                                                                               | 9–0        | Чарльз Олівер      | UD     | 8             | 24 березня 1998   | Harrah's Casino Tunica, Туніка, Міссісіпі            | |
| Перемога                                                                                               | 8–0        | Бойєр Чю           | TKO    | 7 (8); 2:17   | 17 січня 1998     | Boardwalk Hall, Атлантик-Сіті                        | |
| Перемога                                                                                               | 7–0        | Рой Франсіс        | TKO    | 2 (6); 2:03   | 2 грудня 1997     | The Blue Horizon, Філадельфія                        | |
| Перемога                                                                                               | 6–0        | Беніто Фернандес   | TKO    | 3 (6)         | 28 жовтня 1997    | The Blue Horizon, Філадельфія                        | |
| Перемога                                                                                               | 5–0        | Беррі Батлер       | UD     | 6             | 4 жовтня 1997     | Caesars Atlantic City, Атлантик-Сіті                 | |
| Перемога                                                                                               | 4–0        | Шелбі Гросс        | TKO    | 1 (4); 2:59   | 12 серпня 1997    | The Blue Horizon, Філадельфія                        | |
| Перемога                                                                                               | 3–0        | Трейсон Барріос    | TKO    | 3 (6)         | 21 червня 1997    | Yuengling Center, Тампа                              | |
| Перемога                                                                                               | 2–0        | Джейсон Баррел     | TKO    | 3 (4); 0:22   | 29 квітня 1997    | The Blue Horizon, Філадельфія                        | |
| Перемога                                                                                               | 1–0        | Хоакін Гарсія      | TKO    | 2 (4); 2:01   | 18 лютого 1997    | The Blue Horizon, Філадельфія                        | |